# K. Gunn McKay
K. Gunn McKay (23. února 1925 Ogden, Utah, USA – 6. října 2000 Huntsville, Utah, USA) byl americký demokratický politik. Za druhé světové války sloužil u pobřežní stráže USA. Studoval na Weber State University a Utah State University. V letech 1971-1981 byl členem Sněmovny reprezentantů USA za 1. obvod státu Utah.